# Horizonprobleem

Het horizonprobleem

Het horizonprobleem is een probleem uit de kosmologie, dat niet door de klassieke theorie van oerknal verklaard kan worden.
Het horizonprobleem gaat uit van het feit dat informatie zich niet met een snelheid groter dan de lichtsnelheid kan verspreiden. Gecombineerd met de eindige leeftijd 13,7 miljard jaar van het heelal, betekent dit dat twee punten in de ruimtetijd die ver van elkaar af liggen, geen verband kunnen vertonen: Er is simpelweg niet genoeg tijd beschikbaar om vanuit één punt beide punten te bereiken met de informatie die nodig is om een verband aan te brengen. Elk punt heeft dus een soort 'horizon', en alles wat buiten deze horizon gelegen is, kan de lokale toestand niet beïnvloed hebben.
Kosmologische waarnemingen lijken dit horizoneffect tegen te spreken en dat is het horizonprobleem. Zo is de temperatuur van de kosmische achtergrondstraling opvallend uniform, 2,73 K in alle richtingen. Deze stamt echter uit een zeer jonge fase van de geschiedenis van het heelal (ca. 380.000 jaar na de oerknal) en ver uit elkaar gelegen punten liggen ruim buiten elkaars horizon.
Het horizonprobleem werd door Alan Guth in 1981 verklaard door in het zeer vroege begin van het heelal een periode van inflatie te postuleren. Gedurende deze tijd breidde het heelal zich zó snel uit, dat het gehele zichtbare heelal zich ruim bevindt binnen één horizongebied van de (zeer korte) tijd voor het begin van inflatie.